# جائزة الولايات المتحدة الكبرى 1978
جائزة الولايات المتحدة الكبرى 1978 هو سباق فورمولا 1 أقيم بتاريخ 1 أكتوبر 1978 في نيويورك. كان الخامس عشر من أصل 16 في بطولة العالم لسباقات الفورمولا واحد موسم 1978.

## الترتيب النهائي
| الترتيب | السائق          | النقاط |
| ------- | --------------- | ------ |
| 1       | ماريو أندريتي   | 64     |
| 2       | روني بيترسون    | 51     |
| 3       | كارلوس ريوتيمان | 44     |
| 4       | نيكي لاودا      | 44     |
| 5       | باتريك ديبايلير | 32     |
| المصدر: |                 |        |